# Todo el resto no cuenta
Todo el resto no cuenta è un singolo della cantante italiana Lodovica Comello, pubblicato nel 2015 da Sony Music, MAS e All Entertainment.

## Il singolo
Il singolo viene annunciato il 15 gennaio 2015, quando viene presentato anche l'album e le tracce contenuto in esso. L'uscita avviene il 30 gennaio per le radio e i download digitali, mentre il video esce il giorno seguente.

## Tracce
Testi di Lodovica Comello, Fabio Serri, Daniele Luppino, musiche di Fabio Serri, Daniele Luppino.
1. Lodovica Comello – Todo el resto no cuenta (Versione spagnola) – 3:29
2. Lodovica Comello – Tutto il resto non conta (Versione italiana) – 3:29

## Date di pubblicazione
| Paese     | Data di uscita  | Note  |
| --------- | --------------- | ----- |
| Italia    | 30 gennaio 2015 |       |
| Argentina | 30 gennaio 2015 | [ 2 ] |
| Spagna    | 30 gennaio 2015 |       |